# Pembroke (Ontario)
Pour les articles homonymes, voir Pembroke.
Pembroke est une ville canadienne située à la croisée de la rivière Muskrat et de la rivière des Outaouais dans la vallée de l'Outaouais en Ontario. Pembroke est le siège du comté de Renfrew.

## Histoire
Le premier colon européen à s'établir à Pembroke est Daniel Fraser en 1823. Il squatte un territoire (où l'épicerie Moncion est située) appartenant à Abel Ward. Celui-ci décide de vendre son territoire à Fraser. Aujourd'hui, une rue porte son nom.
Peter White, un vétéran de la Marine Royale, arrive en 1828 et squatte le territoire voisin de Fraser (le bar laitier Dairy Queen actuel). D'autres colons viennent s'installer en raison de la croissance de l'industrie du bois.
Pembroke devient un village policier en 1858. Le village est nommé d'après Sidney Herbert, le premier secrétaire de l'Amirauté de 1841 à 1845, fils de George Herbert, 11e comte de Pembroke.
Pembroke est incorporé en 1878 et devient une ville en 1971. Elle est nommée siège du comté de Renfrew en 1861. La construction d'un palais de justice se termine en 1867, ce qui apporte beaucoup de fonctionnaires, de richesses et de construction. Dans les vingt années suivantes, la ville devient la ville qu'elle est aujourd'hui, que ce soit au niveau de l'urbanisme ou de son aménagement.
De 2005 à 2007, le Palais de justice et la prison (non-fonctionnelle) sont reconstruits en un seul édifice. Les touristes peuvent visiter la vieille prison ainsi que la salle d'audience durant les jours de la fin de semaine. Trois détenus ont été pendus à l'intérieur du Palais de justice, deux d'entre eux dans les années 1870 et un dernier en 1952.
Pembroke a plusieurs bâtiments historiques : une synagogue, un hôpital, un ancien hôpital, le Manoir Dunlop (Grey Gables Manor B&B), le « Munroe Block » dans le centre-ville et deux maisons appartenant à la famille White. Un incendie détruit le centre-ville en 1908. Plusieurs édifices ont été rayés de la carte, dont la Pembroke Opera House.
En 1898, la ville devient le siège social du Diocèse catholique de Pembroke, basé à la cathédrale Saint-Columbkille.

## Économie

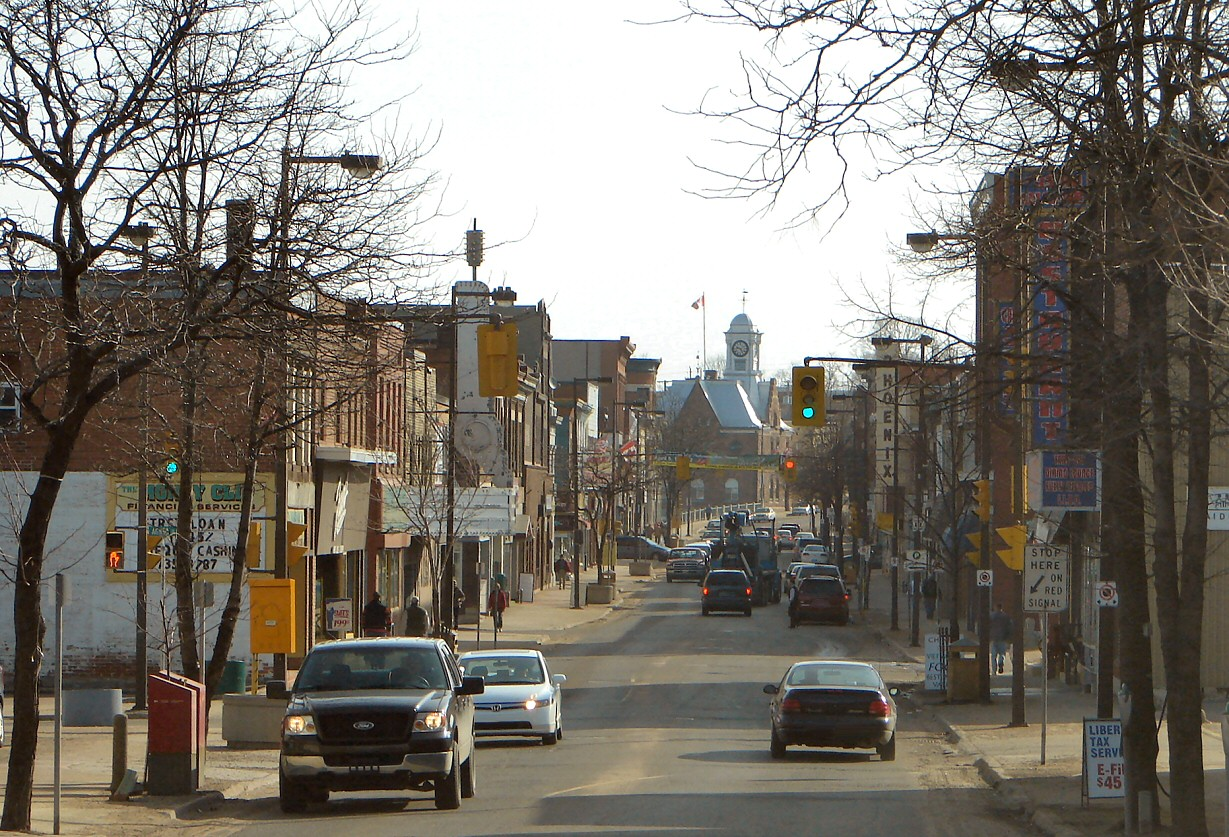
Rue principale

Pembroke est le plus important centre économique entre North Bay et Ottawa. Dans le passé, l'industrie du bois et de l'agriculture formaient les piliers de son économie. On y produit toujours du bois d'œuvre, du bois contreplaqué, de placage, des poteaux électriques et des panneaux de fibres. D'autres industries produisent des meubles, du mobilier pour bureau, etc.
Pembroke est à proximité de la base militaire de Petawawa, de la centrale nucléaire de Chalk River et du centre d'appel OLS.
Au cours des années, le tourisme est devenu un facteur économique important grâce à sa proximité de l'autoroute Transcanadienne. Pembroke est la porte d'entrée sur de nombreuses activités extérieures:, rivière des Outaouais, Parc Algonquin, rafting, etc.

## Démographie
| 2001   | 2006   | 2011   | 2016   |
| ------ | ------ | ------ | ------ |
| 13 490 | 13 930 | 14 360 | 13 882 |

## Sports
La ville a une équipe de hockey de la Central Junior A Hockey League : les Lumber Kings de Pembroke.

## Francophones
Pembroke se compose également d'une communauté francophone représentée par la paroisse St-Jean-Baptiste de Pembroke et le centre culturel francophone de Pembroke. À Pembroke, on retrouve deux écoles francophones : le Centre scolaire catholique Jeanne-Lajoie et l’École publique L’Équinoxe. Chacune de ces écoles comprend un pavillon primaire et secondaire.